# 제3기 최고인민회의 대의원 선거
제3기 최고인민회의 대의원 선거는 1962년 10월 8일에 열린 조선민주주의인민공화국의 3대 최고인민회의 선거다. 대의원 383명을 선출하였다.

## 선거 결과
| 정당         | 의석 수 | 변화 |
| ------------ | ------- | ---- |
| 조선로동당   | 371석   | +193 |
| 조선민주당   | 4석     | -7   |
| 천도교청우당 | 4석     | -7   |
| 근로인민당   | 1석     | -2   |
| 불교연합     | 1석     | -1   |
| 건민인민연합 | 1석     | -    |
| 민주독립당   | 1석     | -    |
| 합계         | 383석   | +168 |